# Помазок для гоління

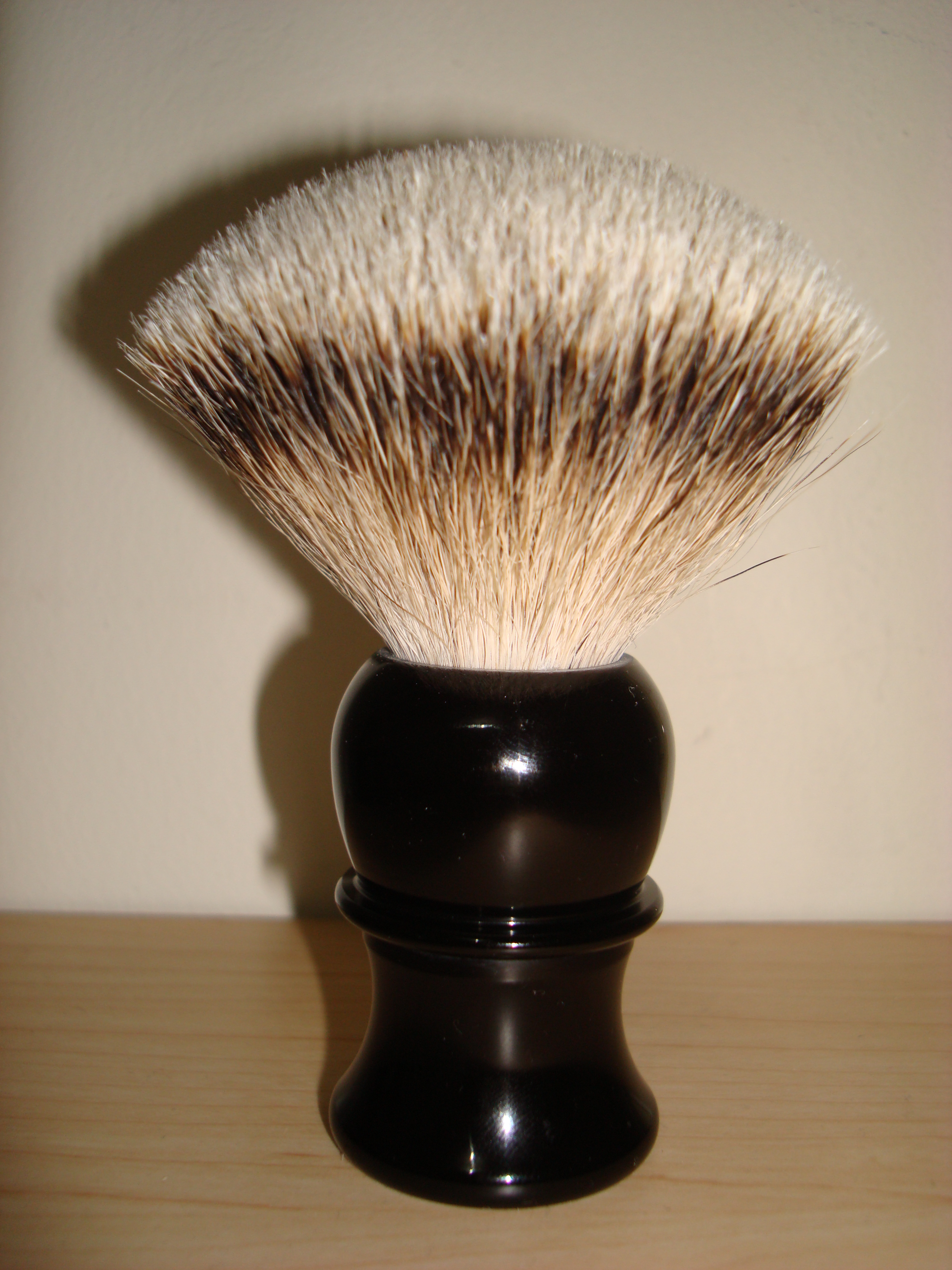
Помазок для гоління з ворсу борсука

Помазок для гоління (пензлик, щітка) — чоловічий аксесуар, що застосовується для збивання та нанесення піни в процесі гоління. Допомагає пом'якшити та підняти волосся, сприяє відлущуванню мертвих клітин з поверхні шкіри та її зволоженню.
Складається з ручки і пензлика. Ручка виготовляється як з простих матеріалів — дерева і пластмаси, так і рідкісних — слонова кістка, кришталь або навіть золото.

## Застосування

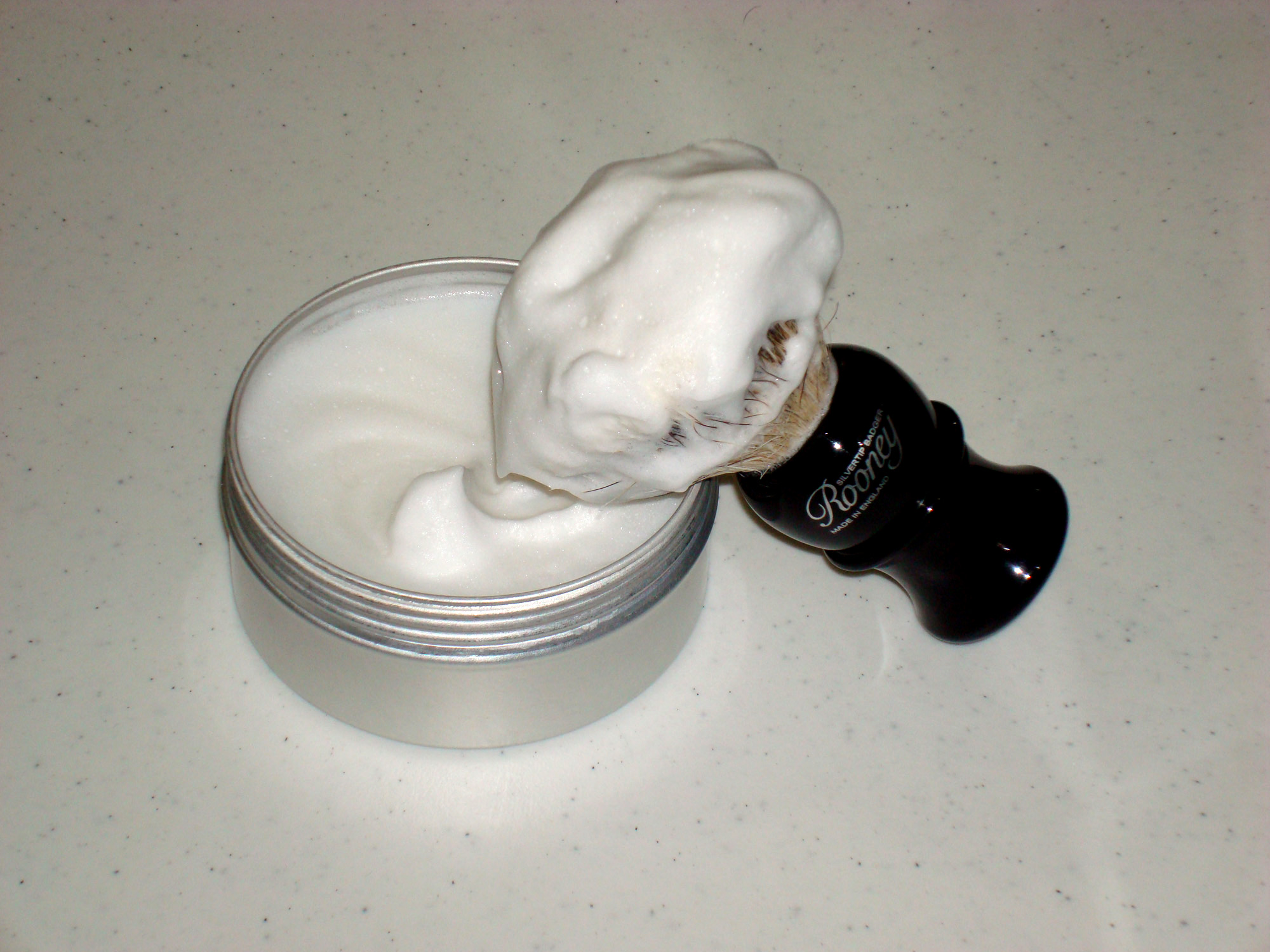
Помазок і піна, створена за його допомогою

За допомогою помазка та спеціального мила або крему для гоління створюється густа та однорідна піна, яка допомагає захистити шкіру від пошкоджень, пом'якшити та припідняти волосся, відлущити мертві клітини з поверхні епідермісу.
Піна утворюється шляхом обертальних рухів змоченого у воді пензлика на долоні, безпосередньо на шкірі або у спеціальній чаші.

## Матеріали
Пензлик виготовляється з натуральних або синтетичних матеріалів в основному шляхом склеювання основи. Найчастіше використовується ворс борсука, рідше кабана. Також використовують хутро інших тварин таких як: кінь, білка, а інколи навіть екзотичних — наприклад мангуста смугастошия.
Вартість помазка для гоління в основному залежить від матеріалу з якого виготовлений сам пензлик, окрім випадків з екзотичними ручками. Хутро борсука та свині використовується найчастіше. Але найбільш цінними є помазки саме з борсука.
Нерідко використовують синтетичний нейлоновий ворс. На відміну від натурального він має гірші характеристики та ціниться менше.
Помазки з борсука бувають різних сортів, але єдиний офіційний стандарт, що визначає якість ворсу, відсутній. Є основні класифікації, які виробники використовують для опису якості. Найпопулярніші з них «PureBadger», «BestBadger», «SuperBadger», «SilvertipBadger». Кожен з них відповідає певній ділянці хутра, з якої відбувається забір матеріалу.

### PureBadger
Виготовляються з ворсу, що знаходить на животі борсука та в районі хвоста. Ці місця охоплюють близько 60 % від всієї робочої площі. Ворс сильно варіюється в м'якості та має різний колір. PureBadger, як правило, темного кольору, але коливається від світло-коричневого до майже чорного або сріблястого.

### BestBadger
Зроблені з більш тонкого ворсу, який займає 20 — 25 % робочої площі. Він довший, світліший ніж «PureBadger». Сам пензлик щільніший і виробляє більше піни.

### SuperBadger
Перевершує якістю BestBadger. Заготовляють зі спини тварини. Має характерний візерунок з чорною смугою посередині, білими кінчиками.

### SilvertipBadger
Кінчики білі природно, без відбілювання. Має пухнастий зовнішній вигляд і може утримувати досить велику кількість вологи, завдяки цій здатності «Silvertip» швидко і легко створює добре сформовану для гоління піну.